# Pompeo Colajanni
Pompeo Colajanni, né à Caltanissetta le 4 janvier 1906, mort à Palerme le 8 décembre 1987, est un homme politique italien.

## Biographie
Pompeo Colajanni est né à Caltanissetta dans une famille historiquement démocrate et républicaine : il est le petit-neveu du député républicain Napoleone Colajanni, sa sœur Maria a été député régionale communiste et cofondatrice de l'Union des femmes en Italie, son fils, Luigi Alberto, a été député européen de la Gauche unitaire européenne.
Il s'engage politiquement à 14 ans, d'abord auprès de la jeunesse républicaine, puis ayant découvert le marxisme en 1921 par ses lectures, adhère au Parti communiste italien. Opposé au bordiguisme, il organise un front antifasciste unitaire avec des jeunes républicains, socialistes, anarchistes et communistes, ce qui lui vaut plusieurs arrestations et perquisitions entre 1921 et 1925.
Il étudie à Palerme puis à Bologne. Passé par l'école de cavalerie de Pignerol, près de Turin, il exerce comme avocat à Caltanissetta où il favorise également la naissance de cellules communistes locales.
Lors de l'armistice de Cassibile est signé en septembre 1943, alors qu'il est stationné près de Borgo San Dalmazzo, Pompeo Colajanni, sous le nom de guerre de commandant Barbato, crée avec d'une quinzaine de partisans du Sud, le premier bataillon des Brigades Garibaldi, appelé « Carlo Pisacane ». Il mobilise avec succès les ouvriers de la banlieue de Turin contre la République sociale italienne et les Allemands, au point que les Alliés doivent appeler les partisans le 13 novembre 1944 à patienter jusqu'au printemps. Commandant adjoint du commandement militaire régional piémontais, reconnu pour les actions militaires de ses hommes, Colajanni entre, contre l'avis des commandements britanniques, dans Turin en libérateur le 28 avril 1945.
Il est sous secrétaire à la Défense dans le gouvernement Parri et le premier gouvernement De Gasperi I.
En 1946, il revient à Palerme et s'engage dans la réorganisation du parti et dans la mise en place de l'autonomie sicilienne.
Membre du Comité central du PCI, secrétaire de la fédération du PCI de Palerme à partir de 1946, puis d'Enna de 1956 à 1959, il est député à l'Assemblée régionale sicilienne lors des six premières législatures. Il intervient en faveur des mineurs et des paysans du centre de la Sicile. Il soutient également le projet d'Enrico Mattei, président d'Eni, de développer la présence de l'entreprise pétrolière sur l'île. Vice-président de l'ARS depuis 1959, il démissionne le 11 mars 1969 au profit de Giovanni Carosia.
Il préside à partir de 1967 la section sicilienne de la Filef (Federazione italiana dei lavoratori emigrati e famiglie), qu'il a contribué à créer. Il est également conseiller national de l'ANPI, et membre du Conseil national des partisans de la Paix, de l'association Italia-Urss et de la Società siciliana di amicizia fra i popoli.